# Race of a Thousand Years 2000
2000 Race of a Thousand Years était une course expérimentale pour un futur projet Asia Pacific Le Mans Series dirigé par Don Panoz. Ce fut aussi la finale du championnat American Le Mans Series 2000. Elle fut courue sur le circuit urbain d'Adélaïde, en Australie, le 31 décembre 2000.
La distance prévue de 1 000 km ne sera pas couverte par manque de temps et le premier concurrent fit seulement 850 km avant que l'épreuve ne soit interrompue après 5 h 44 de course, deux heures avant minuit.

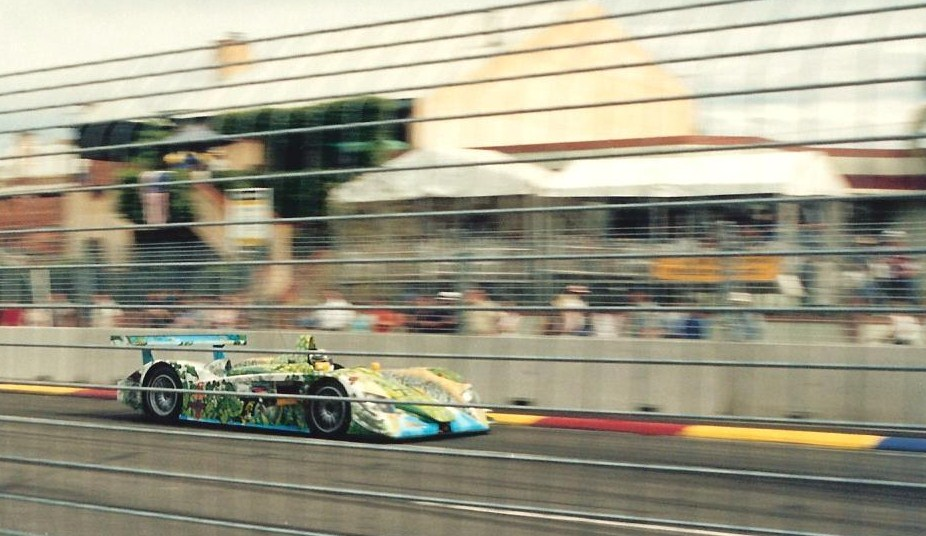
L'Audi R8 de Capello et McNish victorieuse lors de la course.

Cette épreuve a eu un caractère très spécial puisqu'elle se disputait lors du dernier jour de l'année 2000 et donc du XXe siècle.

## Résultats
| Pos    | Catégorie | N° | Équipe                           | Pilotes                                                | Châssis                          | Pneus | Tours |
| Pos    | Catégorie | N° | Équipe                           | Pilotes                                                | Moteur                           | Pneus | Tours |
| ------ | --------- | -- | -------------------------------- | ------------------------------------------------------ | -------------------------------- | ----- | ----- |
| 1      | LMP       | 77 | Audi Sport North America         | Rinaldo Capello Allan McNish                           | Audi R8                          | M     | 225   |
| 1      | LMP       | 77 | Audi Sport North America         | Rinaldo Capello Allan McNish                           | Audi 3.6L Turbo V8               | M     | 225   |
| 2      | LMP       | 28 | Konrad Motorsport                | Franz Konrad Charles Slater Alan Heath                 | Lola B2K/10                      | G     | 204   |
| 2      | LMP       | 28 | Konrad Motorsport                | Franz Konrad Charles Slater Alan Heath                 | Ford (Roush) 6.0L V8             | G     | 204   |
| 3      | GTS       | 91 | Viper Team Oreca                 | Olivier Beretta Karl Wendlinger Dominique Dupuy        | Dodge Viper GTS-R                | M     | 202   |
| 3      | GTS       | 91 | Viper Team Oreca                 | Olivier Beretta Karl Wendlinger Dominique Dupuy        | Chrysler 8.0L V10                | M     | 202   |
| 4      | GTS       | 92 | Viper Team Oreca                 | Jean-Philippe Belloc Ni Amorim                         | Dodge Viper GTS-R                | M     | 202   |
| 4      | GTS       | 92 | Viper Team Oreca                 | Jean-Philippe Belloc Ni Amorim                         | Dodge Chrysler 8.0L V10          | M     | 202   |
| 5      | GT        | 5  | Dick Barbour Racing              | Dirk Müller Lucas Luhr                                 | Porsche 911 GT3-R                | M     | 199   |
| 5      | GT        | 5  | Dick Barbour Racing              | Dirk Müller Lucas Luhr                                 | Porsche 3.6L Flat-6              | M     | 199   |
| 6      | GT        | 15 | Dick Barbour Racing              | Randy Wars John Graham Christian Menzel                | Porsche 911 GT3-R                | M     | 191   |
| 6      | GT        | 15 | Dick Barbour Racing              | Randy Wars John Graham Christian Menzel                | Porsche 3.6L Flat-6              | M     | 191   |
| 7      | GT        | 6  | Prototype Technology Group (PTG) | Terry Borcheller Anthony Lazzaro                       | BMW M3                           | Y     | 190   |
| 7      | GT        | 6  | Prototype Technology Group (PTG) | Terry Borcheller Anthony Lazzaro                       | BMW 3.2L I6                      | Y     | 190   |
| 8      | GTS       | 61 | Chamberlain Motorsport           | Milka Duno Stephen Watson Ray Lintott                  | Chrysler Viper GTS-R             | M     | 190   |
| 8      | GTS       | 61 | Chamberlain Motorsport           | Milka Duno Stephen Watson Ray Lintott                  | Chrysler 8.0L V10                | M     | 190   |
| 9      | LMP       | 12 | Panoz Motor Sports               | David Brabham Greg Murphy Jason Bright (en)            | Panoz LMP-1 Roadster-S           | M     | 190   |
| 9      | LMP       | 12 | Panoz Motor Sports               | David Brabham Greg Murphy Jason Bright (en)            | Élan 6L8 6.0L V8                 | M     | 190   |
| 10     | GT        | 10 | Prototype Technology Group (PTG) | Brian Cunningham Bill Auberlen Niclas Jönsson          | BMW M3                           | Y     | 190   |
| 10     | GT        | 10 | Prototype Technology Group (PTG) | Brian Cunningham Bill Auberlen Niclas Jönsson          | BMW 3.2L I6                      | Y     | 190   |
| 11     | GT        | 66 | The Racer's Group                | Robert Orcutt Darren Palmer Christian D'Agostin        | Porsche 911 GT3-R                | P     | 188   |
| 11     | GT        | 66 | The Racer's Group                | Robert Orcutt Darren Palmer Christian D'Agostin        | Porsche 3.6L Flat-6              | P     | 188   |
| 12     | GT        | 8  | Haberthur Racing                 | Patrick Vuillaume Manfred Jurasz Francesc Gutiérrez    | Porsche 911 GT3-R                | D     | 187   |
| 12     | GT        | 8  | Haberthur Racing                 | Patrick Vuillaume Manfred Jurasz Francesc Gutiérrez    | Porsche 3.6L Flat-6              | D     | 187   |
| 13 DNF | LMP       | 0  | Team Rafanelli SRL               | Domenico Schiattarella Didier de Radiguès Norman Simon | Lola B2K/10                      | M     | 183   |
| 13 DNF | LMP       | 0  | Team Rafanelli SRL               | Domenico Schiattarella Didier de Radiguès Norman Simon | Judd (Rafanelli) 4.0L V10        | M     | 183   |
| 14     | GT        | 30 | White Lightning Racing           | Mike Fitzgerald Randy Pobst                            | Porsche 911 GT3-R                | M     | 178   |
| 14     | GT        | 30 | White Lightning Racing           | Mike Fitzgerald Randy Pobst                            | Porsche 3.6L Flat-6              | M     | 178   |
| 15     | LMP       | 78 | Audi Sport North America         | Frank Biela Emanuele Pirro                             | Audi R8                          | M     | 170   |
| 15     | LMP       | 78 | Audi Sport North America         | Frank Biela Emanuele Pirro                             | Audi 3.6L Turbo V8               | M     | 170   |
| 16     | GT        | 70 | Skea Racing International        | Johnny Mowlem Richard Dean                             | Porsche 911 GT3-R                | P     | 164   |
| 16     | GT        | 70 | Skea Racing International        | Johnny Mowlem Richard Dean                             | Porsche 3.6L Flat-6              | P     | 164   |
| 17     | GT        | 51 | Dick Barbour Racing              | Sascha Maassen Bob Wollek                              | Porsche 911 GT3-R                | M     | 162   |
| 17     | GT        | 51 | Dick Barbour Racing              | Sascha Maassen Bob Wollek                              | Porsche 3.6L Flat-6              | M     | 162   |
| 18 DNF | GT        | 69 | Kyser Racing                     | Kye Wankum Joe Foster Jeff Pabst                       | Porsche 911 GT3-R                | P     | 159   |
| 18 DNF | GT        | 69 | Kyser Racing                     | Kye Wankum Joe Foster Jeff Pabst                       | Porsche 3.6L Flat-6              | P     | 159   |
| 19 DNF | LMP       | 31 | Motorola DAMS                    | Éric Bernard Emmanuel Collard                          | Cadillac Northstar LMP           | M     | 72    |
| 19 DNF | LMP       | 31 | Motorola DAMS                    | Éric Bernard Emmanuel Collard                          | Cadillac Northstar 4.0L Turbo V8 | M     | 72    |
| 20 DNF | LMP       | 32 | Motorola DAMS                    | Christophe Tinseau Marc Goossens                       | Cadillac Northstar LMP           | M     | 54    |
| 20 DNF | LMP       | 32 | Motorola DAMS                    | Christophe Tinseau Marc Goossens                       | Cadillac Northstar 4.0L Turbo V8 | M     | 54    |
| 21 DNF | GT        | 71 | Skea Racing International        | Doc Bundy Rohan Skea Des Wall                          | Porsche 911 GT3-R                | P     | 53    |
| 21 DNF | GT        | 71 | Skea Racing International        | Doc Bundy Rohan Skea Des Wall                          | Porsche 3.6L Flat-6              | P     | 53    |
| 22 DNF | GT        | 7  | Prototype Technology Group (PTG) | Hans-Joachim Stuck Boris Said Johannes van Overbeek    | BMW M3                           | Y     | 30    |
| 22 DNF | GT        | 7  | Prototype Technology Group (PTG) | Hans-Joachim Stuck Boris Said Johannes van Overbeek    | BMW 3.2L I6                      | Y     | 30    |
| 23 DNF | GTS       | 37 | Intersport Racing                | Vic Rice Kevin Buckler                                 | Porsche 911 GT2                  | ?     | 19    |
| 23 DNF | GTS       | 37 | Intersport Racing                | Vic Rice Kevin Buckler                                 | Porsche 3.8L Turbo Flat-6        | ?     | 19    |
| 24 DNF | LMP       | 1  | Panoz Motor Sports               | Jan Magnussen Klaus Graf                               | Panoz LMP07                      | M     | 2     |
| 24 DNF | LMP       | 1  | Panoz Motor Sports               | Jan Magnussen Klaus Graf                               | Élan (Zytek) 4.0L V8             | M     | 2     |
| DSQ†   | LMP       | 2  | Panoz Motor Sports               | Hiroki Katoh Johnny O'Connell Klaus Graf               | Panoz LMP-1 Roadster-S           | M     | 187   |
| DSQ†   | LMP       | 2  | Panoz Motor Sports               | Hiroki Katoh Johnny O'Connell Klaus Graf               | Élan 6L8 6.0L V8                 | M     | 187   |

† - La Panoz no 2 a été disqualifiée pour avoir permis à un pilote non affecté, Klaus Graf, de conduire la voiture pendant la course.

## Statistiques
- Pole position : no 77 - Rinaldo Capello (Audi Sport North America) en 1 min 23 s 804
- Meilleur tour en course : no 77 - Allan McNish (Audi Sport North America) en 1 min 25 s 219
- Vitesse moyenne : 148,048 km/h